# Буддизм в Мьянме

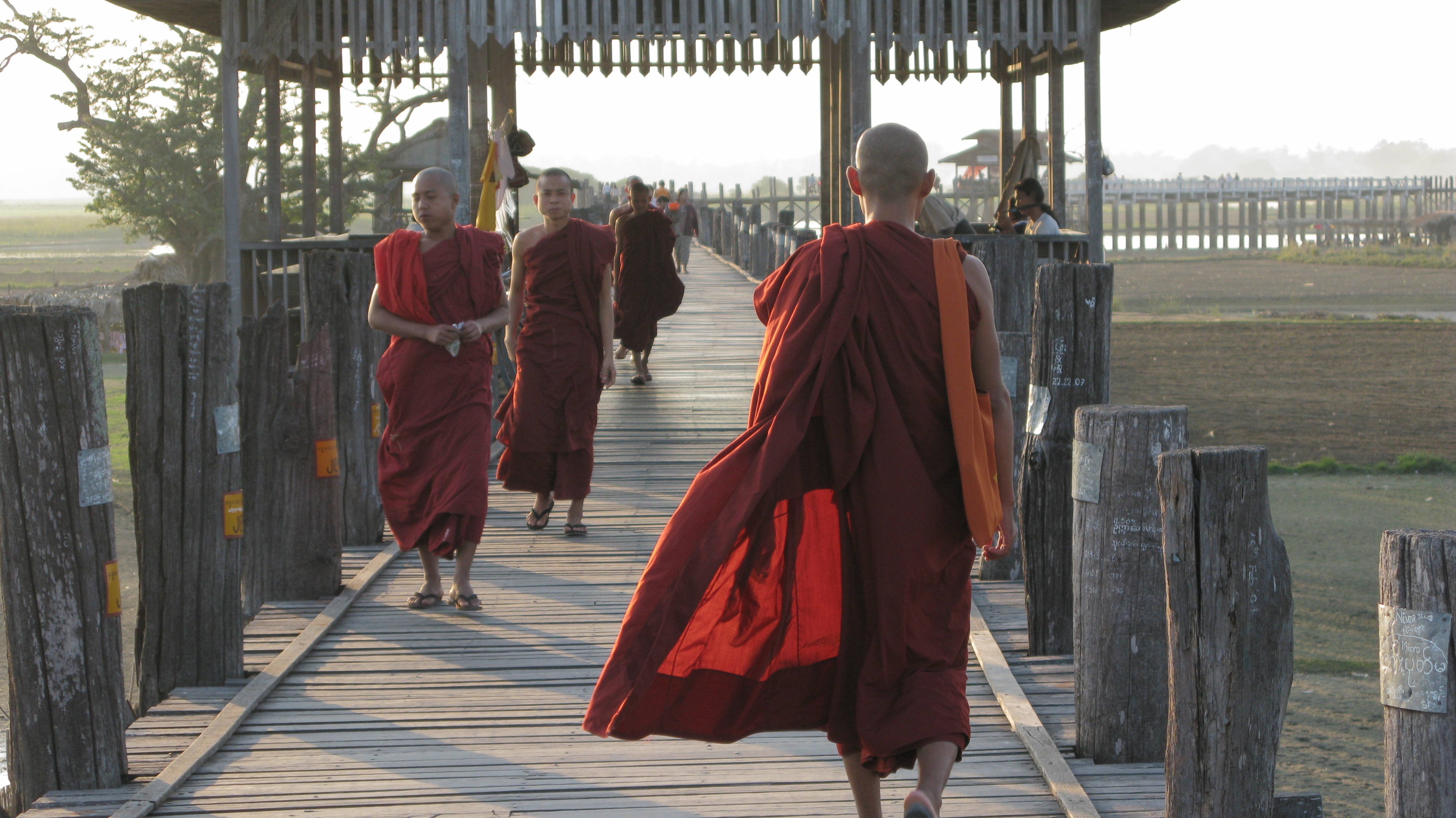
Буддийские монахи

В Мьянме (бывшая Бирма) распространено несколько школ буддизма Тхеравады, небольшое количество проживающих в Мьянме китайцев практикуют Махаяну. К буддистам относят себя 90 % населения Мьянмы. В первую очередь это бирманцы, моны, шаны, араканцы и китайцы. Среди этнических бирманцев буддизм Тхеравады сочетается с культом духов (натов). Сангха, в которую входят буддийские монахи, играет важную роль в бирманском обществе.

## История проникновениябуддизма
(В соответствии с данными, приведёнными в словаре «Буддизм», М., 1992, статья В. И. Корнева)

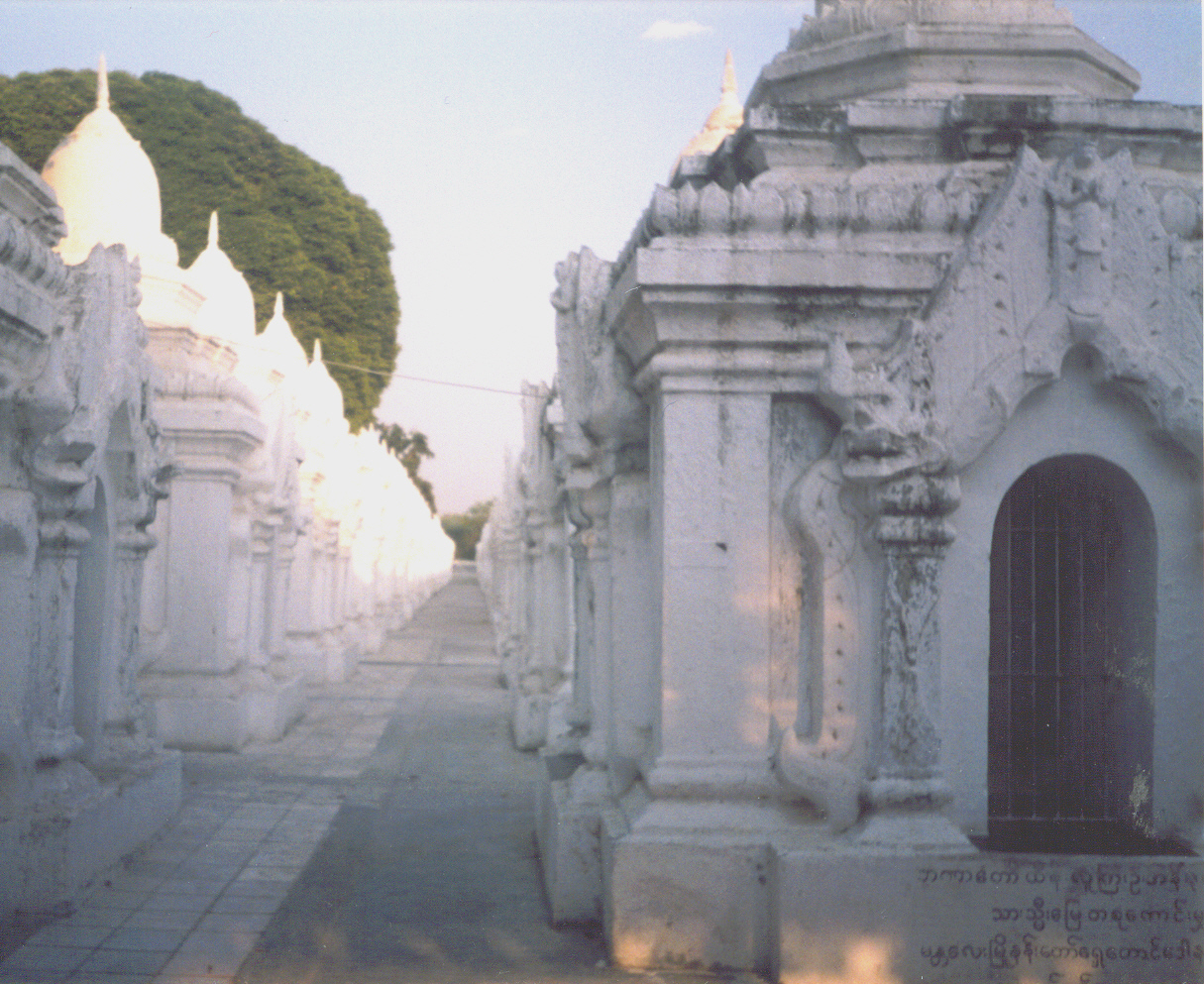
Каменная трипитака в Кутодо Пайя, Мандалай

Буддизм пришёл на территорию Бирмы чуть ли не с самим Буддой, и по традиции считается, что золотая статуя Махамуни в Мандалае была отлита лично с Будды, при его жизни, и освящена его аурой. Эту статую бирманцы транспортировали в Мандалай после разгрома царства Аракан в 1784 году, сделав это в три приёма — сначала водным путём, затем через горы по суше, и потом опять водным путём по реке Иравади до Мандалая.
В III веке до н. э. царь Ашока отправил двух буддийских миссионеров Сона и Уттара в Индокитай — Суваннабхуми, где они создали общину тхеравады в монском государстве Татон. Исторические документы свидетельствуют о том, что первые буддийские миссионеры прибыли из Южной Индии в I веке н. э. и создали общины тхеравадинов в монских государствах Татон и Пегу.
В III—V веках буддийские миссии сарвастивадинов и махаянистов из Восточной Индии создали свои общины в долине реки Иравади, где находилось государство Шрикшетра (III—IX века).
В V веке в результате синкретизма буддизма с местным культом натов образовался специфический бирманский буддизм, который долгое время сосуществовал с индуистскими культами Вишну и Шивы, а в религиозном центре Шрикшетра Пьи (Проме) сложились культы Авалокитешвары и Майтреи.
Многообразие культов содействовало возникновению тантрического буддизма.
В 841 был основан город Паган. В 1044 году первый бирманский король Аноратха, который объединил в одно государство несколько княжеств, взошёл на трон в Пагане. В это время господствующей религией в Бирме был индуизм, а также в некоторых местах имелись буддийские общины Махаяны. Король Мануха государства Татон направил к бирманскому королю буддийского монаха учения Тхеравады по имени Арахан.
По другой версии, говорится, что король Аноратха однажды увидел одного тхеравадинского послушника и был поражён его спокойствием и достойным благородством. Обратившись к нему, он спросил, кто является его учителем. Затем, посетив его учителя, которым являлся Шин Арахан, и удостоившись мудрого совета и познания, он принял буддизм и укрепился в вере.
Так или иначе, но король Аноратха, уверовав в Будду, потребовал от короля Манухи священных реликвий и буддийских текстов. Король Мануха, сомневаясь в глубине убеждений своего бирманского коллеги, ответил отказом. Тогда Аноратха организовал неожиданный военный поход, разгромил Татон и унёс в Паган 32 полных собрания Трипитаки, все священные реликвии, а также увёл всех монахов и взял в плен самого короля Мануху — всего 30 000 пленников. Обретя таким образом новую религию, король Аноратха приступил к монументальному строительству многочисленных золотых пагод, храмов, ступ и монастырей.

## Развитиебуддизма

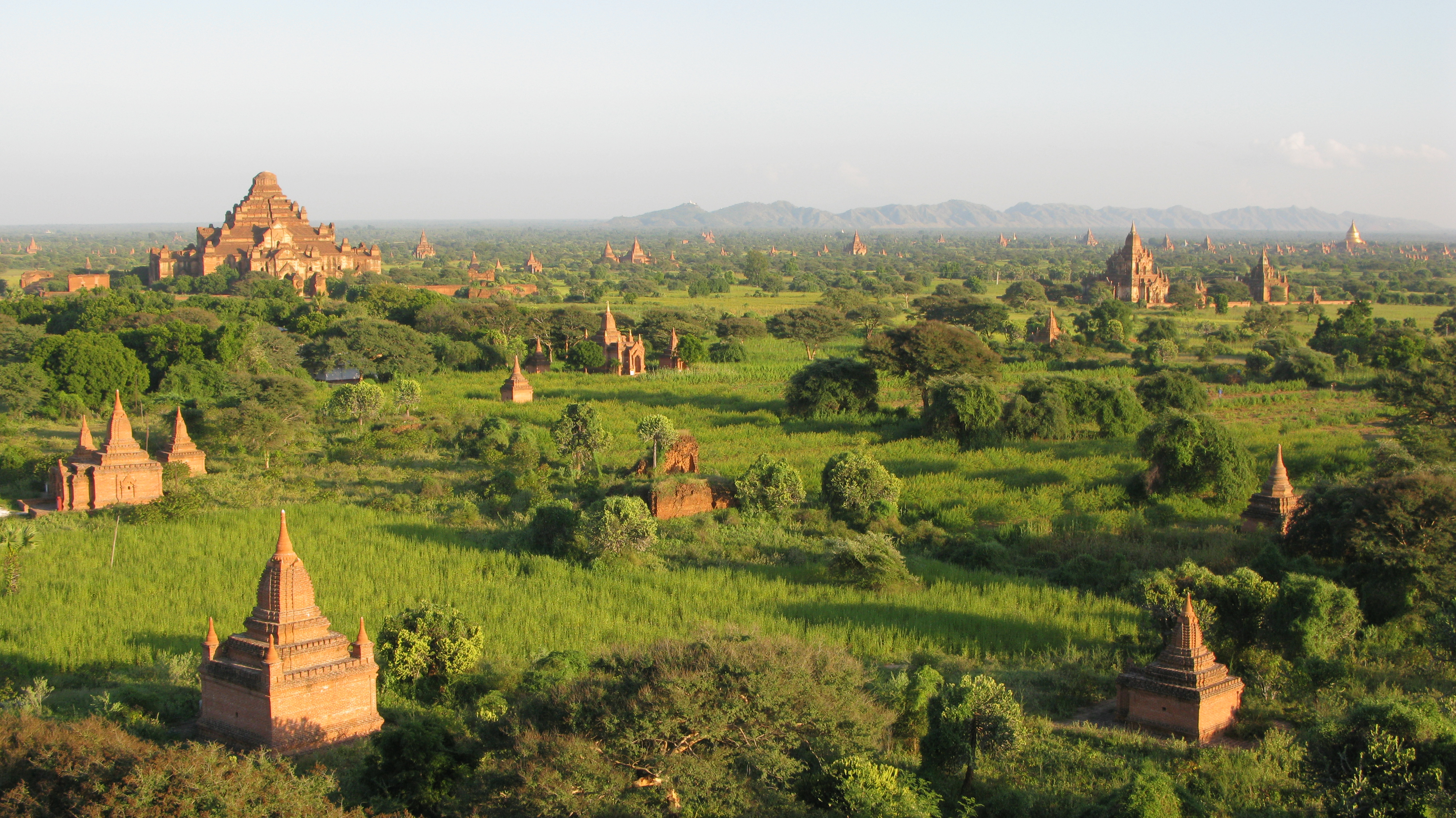
Множество ступ Пагана

Паган превратился в мировой центр Тхеравады, туда стекались тысячи паломников. Король Мануха и многочисленные пленные превратились в потомственных храмовых рабов (занятых на уборке и поддержании храмов).
Во время монгольского нашествия последний паганский царь приказал разрушить буддийские храмы, чтобы использовать строительные материалы для строительства укреплений. Началась паника, и население разбежалось из города. Монголы заняли Паган практически без сопротивления.
Возрождение бирманского государства произошло при династии Конбаунов (1752—1885). Буддизм тхеравады стал неотъемлемым элементом политической системы страны; сангха была реформирована соответственно административным устройством, ей были оставлены лишь те земли, доходы с которых шли на ремонт пагод и монастырей, на содержание членов сангхи. Все монастыри подчинялись административному совету (судхамма), во главе которого стоял татанабайин («охранитель порядка»).
В 1871 году в Мандалае был созван Пятый буддийский собор, в котором участвовало 24 тысячи бирманских монахов. Монахи вычитали текст Трипитаки, вырезали золотыми буквами на 729 больших мраморных стендах и поставили выверенную Типитаку у пагоды Кутодо.
Британское завоевание Бирмы, продолжавшееся более 60 лет, привело к ликвидации политической опоры буддизма — монархии и института татанабайина, и в результате этого централизованная сангха распалась на общины, перестав быть активной политической силой. Местные чиновники, поставленные английским правительством, перешли в христианство. Но даже в тот период (конец XIX века) монастыри оставались хранителями бирманской культуры и обеспечивали начальное образование по всей Бирме. По мере усиления национально-освободительного движения именно буддийские монахи несли весть о нём по деревням. В начале XX века борьба за освобождение стала ассоциироваться с возрождением и защитой буддизма, что вызвало необходимость публичного признания принципов буддизма теми, кто стремился стать у руководства нацией.
Сразу же после получения независимости (4 января 1948) премьер-министр У Ну восстановил буддийскую иерархию, установил жёсткую дисциплину в сангхе и начал активно использовать буддизм для реорганизации общественной жизни. В 1958 в правительстве стал обсуждаться вопрос о создании буддийского государства.
На протяжении многих веков повсюду в Бирме возводились многочисленные золотые пагоды. Строительство новой пагоды по традиции считалось серьёзной заслугой, дающей следующее рождение в высших мирах, а ремонт старой пагоды настолько высоко не ценился, поэтому вместо ремонта разрушенных пагод бирманцы предпочитали строить новые. Считается, что только в Пагане построено несколько миллионов пагод, фактически же в хорошем состоянии находится несколько тысяч.
В марте 1962 произошёл военный переворот, к власти пришёл Революционный совет во главе с генералом Не Вином. В 1974 было опубликовано постановление правительства «Политика и взгляды Революционного совета по религиозному вопросу», в котором провозглашалось отделение религии от государства. Но уже с 1977 наметилась обратная тенденция к сближению правительства с руководством сангхи. В мае 1980 был созван Первый всебирманский конгресс буддийских монахов, который официально признал и освятил режим Не Вина. Со своей стороны, правительство подтвердило свою готовность выступать покровителем сангхи и пропагандировать идеи буддизма в стране.
В настоящее время сангха состоит из 9 буддийских школ, имеется около 25 тыс. монастырей и храмов. Сангха насчитывает 250 тыс. членов.

## Буддийские храмы и монастыри

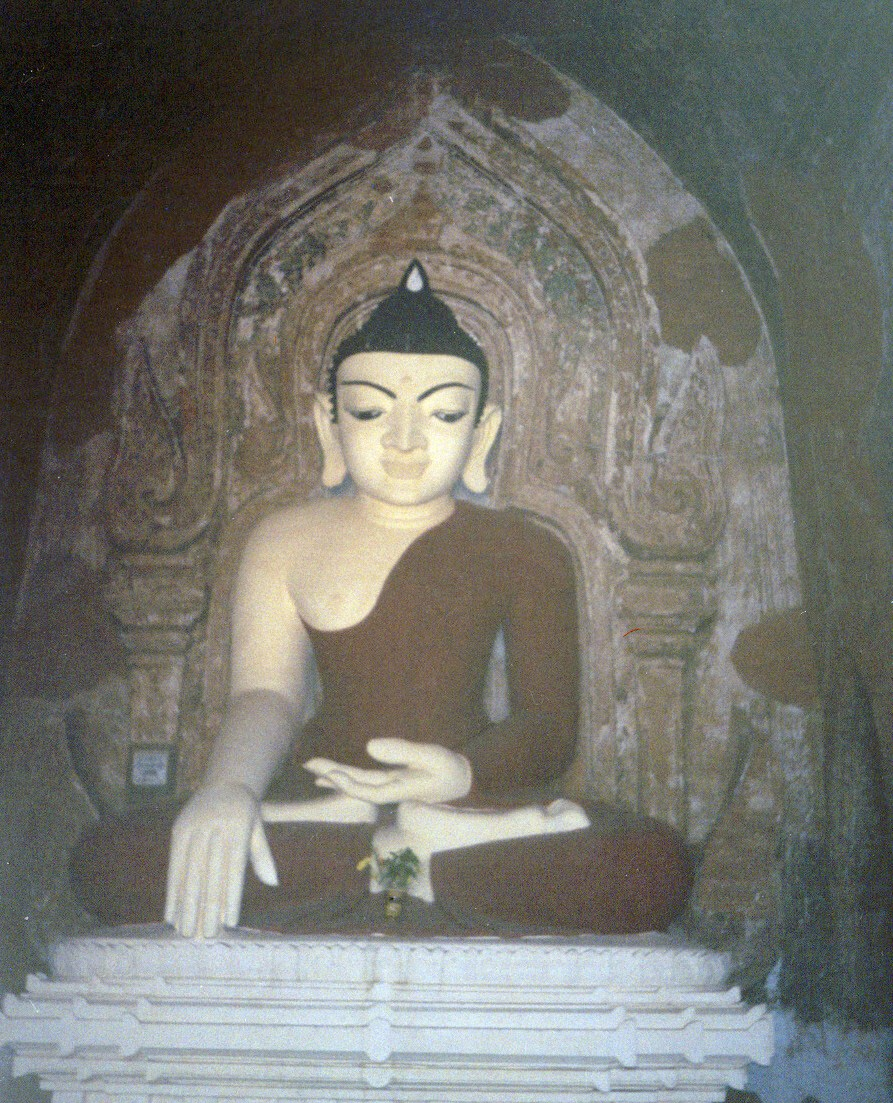
Будда в одном из храмов Пагана

Возведение пагод считается в Мьянме святым делом, земной же жизни всегда уделялось меньше внимания — даже королевский дворец в Пагане был деревянным, а большинство населения ютилось в примитивных хижинах; вокруг же строились тысячи золотых пагод. В Мьянме принято украшать пагоды и статуи листьями сусального золота, и даже бедные семьи всегда находят средства на покупку золотых листьев и их жертвования.
В Мьянме имеется большое количество монастырей. Многие уходят в монастырь на сравнительно короткий срок, даже на неделю, нередко в монастырях проводят отпуск. Директора и начальники отдыхают в монастырях, чтобы снять с себя стрессы. Лишь небольшая часть монахов уходит в монастыри пожизненно. Среди монахов немало образованных людей. После закрытия университетов многие бывшие студенты и преподаватели ушли в монастыри. Поэтому в монастырях несложно встретить людей, хорошо говорящих по-английски.
По всей Мьянме разбросаны монастыри и медитационные центры, для иностранцев также не представляет особой трудности найти медитационный центр, в котором монахи говорят по-английски, и пройти там курс медитации. С монастырём можно списаться, Мьянма охотно выдаёт визы специально для посещения монастырей, и желающий временно принять монашество будет встречен в аэропорту, а по окончании пребывания в монастыре отправлен обратно, причём за время пребывания в монастыре с него не потребуют денег.
Монахи повсюду очень почитаемы. Согласно распорядку монастырей, монах не имеет права владеть никакой собственностью, кроме одежды, предметов личной гигиены, зонта и чаши для подаяний. Монах не имеет права прикасаться к деньгам и владеть деньгами. Пожертвования для монастырей делаются в специальные ящики для пожертвований и никогда не передаются монахам лично. Женщины не имеют права касаться монахов, вступать с монахами в какие-либо контакты.

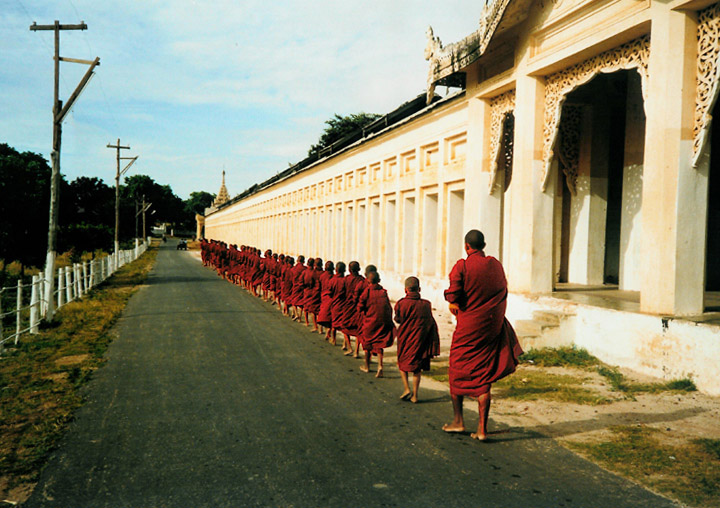
Пиндапата в Мьянме

Рано утром, около пяти часов, все монахи выходят со своими чашами на улицы для сбора жертвенной еды (см.Пиндапата; бирм. сонкхэ). Это скорее традиция, так как им не приходится, как нищим, выпрашивать подаяния: монахи закреплены за определёнными семьями, которые их кормят завтраком и наполняют их чаши рисом и другими продуктами. Голодать монахам не приходится: обычно в монастырях скапливается достаточно пищи хорошего качества.
Питаться монахам положено только до полудня, всю вторую половину дня можно лишь пить воду или соки. Сон у монахов длится лишь около четырёх часов в сутки, но образ жизни в монастыре позволяет без особых сложностей переносить такой ритм. Обучающиеся в медитационном центре регулярно обсуждают ход своих медитаций как с учителями, так и между собой и слушают индивидуальные наставления учителей.
Женские монастыри живут в Мьянме по другому распорядку. Женщины часто уходят в монастырь пожизненно. Они просят подаяние на улицах (при этом им разрешено прикасаться к деньгам), а в благодарность за подаяние исполняют молитвы. Монахини ходят в розовых одеждах, бреют голову, как и мужчины, и закрывают головы сложенной несколько раз красной тканью.
В свободное время бирманцы охотно посещают многочисленные пагоды. На территории пагод и вокруг них необходимо ходить босиком, поэтому пагоды постоянно и тщательно подметаются. Часто ступы стоят высоко на горе, и крытые лестничные галереи с сотнями или даже тысячами ступеней поднимаются к ним с четырёх разных сторон. Храмы, как правило, — симметричной формы с алтарём (Буддой) в каждом из четырёх крыльев. Посетители приходят к пагодам поодиночке и подолгу сидят в медитациях. У наиболее популярных пагод имеются «места исполнения желаний», куда часто приходят бирманцы.
Пагоды окружают будды, соответствующие восьми дням недели — сидящий Будда, стоящий Будда, лежащий Будда. Среда соответствует двум дням недели. Поклоняясь Будде своего дня недели, ему дарят цветы и обливают его водой от жары. Храмовые комплексы состоят из множества павильонов, построенных в разные века.
Для приёма пожертвований нередко жертвенную чашу отставляют далеко или приводят в движение (на карусели или на механическом ковчеге), а посетители должны добросить монетки до жертвенной чаши и точно попасть в неё — тогда у них больше шансов, что их желания исполнятся. На подобных жертвенниках часто упражняются дети, бросая в чашу мелкие монеты.
Помимо классического буддизма тхеравады параллельно существует вера в природных духов — натов. Время от времени короли или правительства пытаются запретить или ограничить культ натов, но безуспешно. Король натов, Таджьямин, по преданию получал Учение лично от Будды. Шаманские ритуалы, связанные с культом натов, медиумические состояния одержимости натами — явления в Бирме достаточно обычные. Праздники (пве), посвящённые натам, нередко сопровождаются пьянством и употреблением наркотиков. Состояния опьянения также считаются влиянием натов и приближением к миру натов. Многие крупные праздники бывают очень шумными и заканчиваются бурными драками.
Бирманцы очень охотно рассказывают о буддизме, но иногда несколько стыдятся своего культа натов, и для того, чтобы услышать о натах, надо создать доверительную, интимную обстановку.

## Буддийские организации

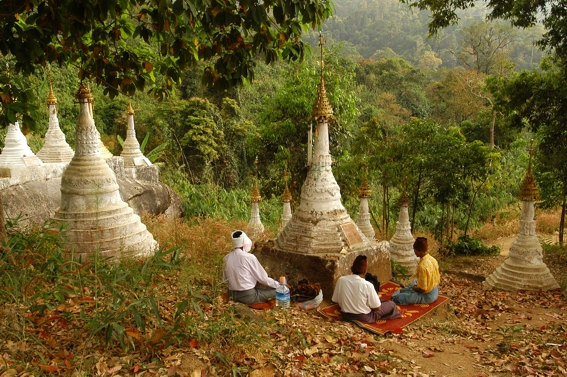
Ступы в горах

Монашеское сообщество в Мьянме административно делится на девять орденов (никай). Самая крупная из них — Судхамма никая, вторая по значимости — Шведжин никая.
Высшим надзорным монашеским органом является Комитет Сангха Маха Найака (Сангха Раджа). Многие вопросы решаются Министерством по делам религии в составе Министерства внутренних дел Мьянмы.
Многие монастыри и медитационные центры Бирмы относятся благосклонно к иностранцам, желающим принять монашество как временно (от десяти дней), так и постоянно. Пребывание в монастыре бесплатно, гостей будут встречать в аэропорту, и с момента приезда до отъезда им не потребуется денег, так как обладание деньгами противоречит правилам винаи. Наиболее охотно посещаются краткосрочные курсы випассаны.
Иностранцы содержатся и обучаются вместе с местными жителями, для них подбираются говорящие по-английски наставники. Связаться с монастырями и центрами випассаны можно по почте или через интернет.